# Yayan Ruhian
Yayan Ruhian (19 de octubre de 1968) es un artista marcial, coreógrafo y actor indonesio. Es conocido por su trabajo en las películas Merantau y Serbuan Maut junto con Iko Uwais y el director Gareth Evans.

## Carrera
Yayan Ruhian nació en Tasikmalaya, Java Occidental. A los 13 años empezó a practicar silat, convirtiéndose en instructor años más tarde y viajando a regiones como Bélgica, Francia y Países Bajos, donde aprendió otras artes marciales, sobre todo aikido. A partir de 1989, Ruhian trabajó como instructor de lucha cuerpo a cuerpo de las Paspampres o fuerzas de seguridad presidenciales de Indonesia, así como del cuerpo nacional de policía militar, y también abrió su propio gimnasio.
En 2008, Yayan Ruhian fue contratado por el director Gareth Evans para la coreografía de su película Merantau. Yayan Ruhian se presentó también a las audiciones del filme y, aunque no esperaba ser elegido, fue seleccionado para interpretar a Eric, un cínico artista marcial que jugaría el rol de antagonista secundario contra Iko Uwais. El éxito de su papel fue tal que, poco después del estreno de la película, el gimnasio de silat de Yayan Ruhian se llenó de clientes, los cuales dieron a Yayan Ruhian el apodo de "Eric" en recuerdo de su personaje.
Yayan Ruhian tuvo su segundo trabajo con Evans y Uwais en la película de 2011 Serbuan Maut, en la que Iko y él se ocuparon de toda la coreografía. El personaje de Ruhian, Mad Dog, fue definido por Evans como "un psicópata tan implacable, frío e irredimible que, cuando mata a alguien, quiere sentirlo", alguien que prefiere matar con sus manos antes que usar armas. Manohla Dargis de The New York Times describió al personaje como el pilar de la película, "una intimidante presencia física".
La popularidad de Mad Dog dio como resultado el nacimiento de un meme en el internet de habla indonesia: una imagen macro luciendo el rostro de Yayan Ruhian inserto y el término "kurang greget" (en español, "menos emocionante", doblado en España como "le quita emoción", la manera despectiva en la que el personaje describe matar con una pistola) en la imagen de una acción peligrosa o arriesgada. En una entrevista en 2014, Yayan comentó que no se sentía molesto por este meme, ya que era una prueba del éxito de la película. La revista indonesia Tempo informó en junio de 2012 que Iko Uwais y Yayan Ruhian habían ido a Hollywood para supervisar la coreografía del remake de Serbuan.
La secuela de la película, The Raid 2: Berandal, contó de nuevo con la presencia de Ruhian, quien esta vez interpretó a Prakoso, un asesino y confidente del líder mafioso Bangun (Tio Pakusadewo). Sabedor de que Yayan estaba demasiado identificado con Mad Dog, Gareth Evans enfatizó que Prakoso era un personaje nuevo: un padre y marido sesentón caído en desgracia, pero también un empleado humilde y leal. Al igual que en la primera parte, Yayan trabajó con Uwais en la coreografía. Charlotte O'Sullivan del London Evening Standard encontró la actuación de Yayan como Prakoso "sublime", afirmando que "cuando su cuerpo empieza a volar por el aire, sientes como si estuvieras leyendo toda la historia de su vida".
A mediados de 2014, se anunció que Yayan Ruhian aparecería en la nueva película de Takashi Miike Yakuza Apocalypse junto con Hayato Ichihara. En esta película, escrita por Yoshitaka Yamaguchi, un miembro de la yakuza se ve envuelto en una intriga internacional tras descubrir que su jefe es un vampiro.
En diciembre del mismo año se informó que Yayan Ruhian aparecería en la película indonesia Comic 8: Casino Kings, secuela de Comic 8, una película que ya contaba con guiños a Serbuan.
En enero de 2015, se informó que Yayan Ruhian, Iko Uwais y el también estrella de The Raid 2 Cecep Arif Rahman aparecerían en Star Wars: Episodio VII - El despertar de la Fuerza. Ruhian apareció brevemente en el filme como el personaje Tasu Leech.

## Filmografía
| Título                                              | Papel      | Año  |
| --------------------------------------------------- | ---------- | ---- |
| Merantau                                            | Eric       | 2009 |
| The Raid                                            | Mad Dog    | 2011 |
| The Raid 2: Berandal                                | Prakoso    | 2014 |
| Yakuza Apocalypse                                   | Kyoken     | 2015 |
| Star Wars: Episodio VII - El despertar de la Fuerza | Tasu Leech | 2015 |
| Beyond Skyline                                      | The Chief  | 2016 |
| Comic 8: Casino Kings                               | The Ghost  | 2016 |
| John Wick: Chapter 3 - Parabellum                   | Shinobi #2 | 2019 |
| The Shadow Strays                                   | Burai      | 2024 |